# Lamin, Western, Gambia
Lamin  este un sat în  diviziunea  Western, Gambia, pe malul sudic al Gambia.